# 노르웨이 방송 협회
노르웨이 방송 협회(노르웨이어: Norsk rikskringkasting, 약칭 NRK 엔에르코[*])는 노르웨이의 공영 방송국이다.

## 채널

### 텔레비전
- NRK1 - 1960년에 개국했으나 실질적인 방송은 1958년부터 시작했다.
- NRK2 - 1996년에 개국했다.
- NRK3 - 2007년 9월 3일 개국하였다.
- NRK Super

### 라디오
- NRK P1 - 1933년에 설립되었다.
- NRK P2 - 1984년에 설립되었다.
- NRK P3 - 1993년에 설립되었다.
- NRK mP3 - 2000년 7월 31일에 설립되었다.
- NRK Klassisk - 클래식 전문 음악 방송국이다.
- NRK Alltid Nyheter - 24시간 뉴스전문채널이다.
- NRK Alltid folkemusikk - 노르웨이 전통음악 전문 채널이다.
- NRK Stortinget - 의회방송을 송출하며 디지털 오디오를 통해 방송된다.
- NRK Sport - 스포츠 전문 방송국이다.
- NRK Super - 어린이전문 방송국이다.
- NRK Gull - 이전에 라디오 채널에서 방송된 프로그램을 다시 방송하고 있다.
- NRK Sámi Radio - 북유럽의 소수민족 사미인(라프인)의 언어 사미어로 방송하고 있다.
- NRK P1 Oslofjord
- NRK 5.1